# Schizopetalon dentatum
Schizopetalon dentatum là một loài thực vật có hoa trong họ Cải. Loài này được (Barnéoud) Gilg & Muschl. miêu tả khoa học đầu tiên năm 1909.